# Consumers International
Consumers International (CI) è una organizzazione non-governativa (ONG) che rappresenta gruppi e agenzie di consumatori in tutto il mondo.
Raccoglie 250 organizzazioni in qualità di membri in 120 paesi e ha 3 uffici: a Kuala Lumpur in Malaysia, a Londra nel Regno Unito e a Santiago in Cile.
Il suo obbiettivo è di promuovere una società corretta attraverso la difesa dei diritti di tutti i consumatori attraverso incrementando il numero e le possibilità delle organizzazioni dei consumatori e incrementando di politiche e leggi di governo a favore del consumatore.
Nacque nel 1960 come International Organisation of Consumers Unions (IOCU) da organizzazioni di consumatori a livello nazionale.
La Consumers International basa il suo lavoro sull'elenco dei diritti dei consumatori delle Nazioni Unite:
- Diritto di soddisfare i bisogni necessari
- Diritto alla sicurezza
- Diritto ad essere informati
- Diritto di scegliere
- Diritto a essere ascoltati
- Diritto al risarcimento
- Diritto a una educazione del consumatore
- Diritto a un ambiente sano.